# 전자전대 메가레인저
전자전대 메가레인저(電磁戦隊メガレンジャー)는 일본 도에이에서 제작한 21번째 슈퍼 전대 시리즈이다. 1997년 2월 14일부터 1998년 2월 15일까지 TV아사히에서 방영되었다. 1998년 미국에서 《Power Rangers : in space》라는 제목으로 리메이크 되었다. 대한민국에서는 미국의 리메이크판을 1999년 SBS를 통해 《메가레인저》라는 제목으로 방영된 바 있다.

## 개요
본 작품의 큰 특징으로 1995년경부터 급속히 보급된 인터넷과 휴대 전화, 퍼스널 컴퓨터, 위성 방송 등 이른바"디지털'"인 요소가 많이 도입되었다는 점이 꼽혔다. 메가 레인저가 갖는 특수 능력"디지털 파워"를 비롯한 각종 연출 등에 이러한 요소가 반영되고 있다. 또 이야기 초기에는 격투 게임의 영향을 받은 연출도 보인다.
특수 촬영을 담당한 특수 촬영 연구소는 디지털 합성 시스템을 도입하고 메카닉 장면 등 그 해 《비로보 카브탓크》과 함께 컴퓨터 그래픽과 디지털 합성을 사용하고 있다. 이로 그동안의 미니어처와 비디오 합성에서는 묘사 불가능한 리얼하고 다이나믹한 특수 촬영 장면이 늘고, 한편에서는 새 로봇이나 파워 업의 에피소드에서도 드라마성을 강조하는 등 한편 한 이야기가 볼 만한 작품이 된다. 메인 라이터의 타케 가미 준키는 SF요소에 얽매인 메가 시프 내의 묘사나 네지레지아의 작전 목적 등 설득력 있는 묘사에 주력하는 등 스태프 내에서는 제작자 측 자신이 납득한 후에 아이들에게 좋은 것을 보인다는 자세가 관철된다.
《고속전대 터보레인저》 이후 고교생 전대이지만 《터보 레인저》가 「영웅적인 고교생」을 그린 반면 본 작품에서는 전작 《격주전대 카레인저》에서 「등신대의 정의」를 이었다. 「등신대의 고교생」이 그려진다. 수학 여행이나 문화제나 수험과 같은 학교 생활을 소재로 한 스토리도 제작했다. 또 학교 장면에 대해서는 리얼함을 낼 목적도 있고 사이타마 현 카조시에 있는 실제 학교 시설(헤세이 국제 대학)도 촬영지로 사용됐다.
본 작품에서는 블랙을 리더, 서브 리더가 옐로우로 설정되어 있어 레드는 지금까지의 작품과 상당히 다른 홈 대장적인 묘사가 이루어지는 등 당시로서는 드물게 레드가 리더가 아닌 전대이다. 변신 전과 변신 후의 「본명과 코드 네임의 용도」나 적과 일반인 모두에게 정체를 숨긴다는 견해도 취하고 있으며, 후자에 대해서는 막판 일반인이 정체를 폭로한 멤버를 박해하는 식으로 전개에도 활용되고 있으나, 한편으로 제2화, 제8화 등의 극중 묘사에서 당초는 반드시 철저하지 않았다.
거품 붕괴에 따른 완구의 밧줄 라이스화로 본 작품에서 1호로 「갤럭시 메가」은 전자 결합」인 결합용 코드로 나타내듯이 합체 로봇이지만 구성적으로 변형 로봇에 가까운 것이다. 한편 미드 필드에서 갤럭시 메가 대신 등장한 메가 보이저는 다시 5구 합체이다.
OP의 타이틀 콜은 관 이름인 「전자 전대」를 전대 멤버 역의 5명이 전대 이름인 「메가 레인저」을 멤버 역과는 다른 인물이 영어 본래의 발음에 가까운 형태로 호출하는 다른 작품에는 없는 매우 참신한 형식을 취하고 있다. 또 프로그램 내의 자막도 전작 《격주전대 카레인저》에서 일신됐고 사연제 폰트 고샤 E의 서체가 사용됐다.
총 매출은 74억엔, 내 완구 매출이 48억엔과 전작보다 저하하게 됐다.

## 메가레인저
《메가레인저》는 실버 이외의 5명은 모로호시 학원의 3학년 A반 동급생으로, 2화에서는 도쿄도 무사시노에 살고있는 것으로 언급되고 있다. 실버인 하야카와 유사쿠는 INET직원이다. 그리고 여자 멤버들은 모두 훗날 굉굉전대 보우켄저의 멤버 두 명의 엄마가 된다. 실제로 메가레인저 여자 멤버의 배우들은 보우켄저 멤버 두 명의 엄마 역으로 캐스팅된다.
각 멤버의 성씨의 알파벳 첫 글자를 이으면 전자(DENJI)가 된다.
국내명은 캡틴포스 및 국내 정식 판매된 파워레인저 퍼펙트 대백과에서의 명칭이다. 국내성우는 캡틴포스에 등장한 켄타 한정된다.
- 메가 레드 / 다테 켄타 (伊達健太) (국내명(파워레인저 캡틴포스): 메가 레드 / 강현태) (18세 (1979년 출생))
- 메가 블랙 / 엔도 코이치로 (遠藤耕一郎) (국내명(파워레인저 캡틴포스): 메가 블랙 / 강일) (18세 (1979년 출생))
- 메가 블루 / 나미키 슌 (並樹瞬) (국내명(파워레인저 캡틴포스): 메가 블루 / 슌) (18세 (1979년 출생))
- 메가 옐로 / 죠가사키 치사토 (城ヶ崎千里) (국내명(파워레인저 캡틴포스): 메가 옐로 / 세리) (18세 (1979년 출생))
- 메가 핑크 / 이마무라 미쿠 (今村みく) (국내명(파워레인저 캡틴포스): 메가 핑크 / 구미) (18세 (1979년 출생))
- 메가 실버 / 하야카와 유사쿠 (早川裕作) (국내명(파워레인저 캡틴포스): 메가 실버 / 유식) (25세 (1972년 출생)) (24회부터 등장)

## 사전왕국 네지레지아
사전왕국 네지레지아(邪電王国ネジレジア 자덴오오코쿠네지레지아[*])는 전자전대 메가레인저에 등장하는 적 집단. 사전왕 자비우스 1세가 다스린다.
2차원 세계인 네지레 차원에 기반을 둔 악의 왕국. 3차원 세계를 정복하기 위해 침공을 개시했다. 원반 모양의 요새인 데스네지로라는 공격 기지가 있으며 거기에서 네지레수나 병사들을 보낸다. 사전(邪電)은 사악한 전자라는 뜻. 네지레지아 라는 이름은 비틀다, 꼬이다, 뒤틀다 라는 뜻의 네지루(捻る)를 변형한 것이다. 적 간부의 이름도 전부 비틀다, 뒤틀리다, 꼬이다 등의 동의어를 바꾼 것이다. 병사 크네크네는 구불구불이라는 뜻.
- 사전왕 자비우스 1세(邪電王ジャビウス1世 자덴오오자비우스잇세에[*])
- Dr. 히네라(Dr.ヒネラー 디이아아루.히네라아[*])
- 시보레나(シボレナ 시보레나[*])
- 유간데(ユガンデ 유간데[*])
- 비비데비(ビビデビ 비비데비[*])

## 등장 메카

### 보이저 머신
- 로보이저 ■
- 셔틀보이저 ■
- 로켓보이저 ■
- 소서보이저 ■
- 탱크보이저 ■
- 메가 윙거 ■

### 메인 메카
- 1호 메카 - 메가 보이저 ■■■■■
- 2호 메카 - 메가 윙거 ■

### 슈퍼 합체
- 슈퍼 합체 메카 - 윙 메가 보이저 ■■■■■■

## 출연

### 주연
- 타테 켄타 / 메가 레드 (음성) : 오이시시 토이치
- 엔도 코이치로 / 메가 블랙 (음성) : 에하라 아츠시
- 나미키 슌 / 메가 블루 (음성) : 마츠카제 마사야
- 죠가사키 치사토 / 메가 옐로 (음성) : 타나카 에리
- 이마무라 미쿠 / 메카 핑크 (음성) : 히가시야마 마미
- 하야카와 유사쿠 / 메가 실버 (음성) : 카나이 시게루
- 쿠보타 에이키치 : 사이토 사토루
- 타치바나 : 미야시타 요시요
- 카와사키 쇼고 : 타나카 유키
- 팝 : 세니 팝
- 오오이와 이와오 : 노조에 요시히로
- 켄타의 어머니 : 오오이 코마치
- 와다 신타로 : 코하라타 케세에
- 이와모토 지로 : 하시모토 타쿠미
- 에리나 : 시게미츠 에미